# Hayley Brown-Rutherford
Pour les articles homonymes, voir Brown et Rutherford.
Hayley Brown-Rutherford, née le 17 juillet 1980 à Stirling, était une coureuse cycliste australienne.

## Palmarès sur route
- 1999
  - 2e des Jeux d'Océanie sur route
- 2000
  - Melbourne to Sorrento
- 2002
  - 3e étapes de Bay Classic
  - 2e du championnat d'Australie sur route
  - 2e de Bay Classic
  - 3e du championnat d'Australie de contre-la-montre
  - 3e du Trophée d'or féminin
- 2003
  - 2e de Giro del Trentino Alto Adige & Sud Tirolo
  - 3e du GP Brissago
- 2004
  - 2e étapes de Bay Classic

### Grands tours

#### Tour d'Italie
3 participations
- Tour d'Italie féminin 2000 : 54e
- Tour d'Italie féminin 2001 : 34e
- Tour d'Italie féminin 2003 : 23e

### Classements mondiaux
| Année                                 | 2000 | 2001 | 2002 | 2003 | 2004 | 2005 | 2006 |
| ------------------------------------- | ---- | ---- | ---- | ---- | ---- | ---- | ---- |
| Classement UCI                        | nc   | 115e | 43e  | 73e  | 73e  | nc   | 158e |
| Coupe du monde                        | 31e  | 74e  | 19e  | 81e  | 42e  | nc   | nc   |
|                                       |      |      |      |      |      |      |      |
| Légende : nc = non classéSource : UCI |      |      |      |      |      |      |      |